# Nidaa Tounes
Nidaa Tounes (Arabisch: حركة نداء تونس Nidā’ Tūnis, Frans: Appel de la Tunisie) is een seculiere politieke partij in Tunesië. Na de oprichting in 2012 won de partij 37,56% van de stemmen in de parlementsverkiezingen van 2014. De leider van de partij, Beji Caid Essebsi, werd in de presidentsverkiezingen van 2014 tot president van Tunesië verkozen. Hij werd als partijvoorzitter opgevolgd door Mohamed Ennaceur als interim tot en met de volgende voorzittersverkiezingen op het volgende partijcongres. Op 25 mei 2019 werd Selma Elloumi Rekik verkozen tot voorzitter.